# Jan von Stobnica
Jan von Stobnica, auch Jan de Stobnica, Ioannes Stobnicensis oder Jan ze Stobnicy (* um 1470 in Stobnica; † um 1530), war ein polnischer Geograph, Astronom und Philosoph (Skotist).
Jan von  Stobnica war Professor der Jagiellonen-Universität von Krakau und der erste Rektor der Lubrański-Akademie in Posen. 1512 ließ er in der Druckerei Florian Unglers in Krakau das Buch Introductio in Ptolomei Cosmographiam drucken. Es beinhaltete die vorhandenen Informationen über Amerika sowie die Karten des Kontinents, die vermutlich auf der Weltkarte Waldseemüllers von 1507 basierten. Außerdem schrieb er Lehrbücher in den Bereichen Biologie, Metaphysik, Grammatik und Logik.

## Werke (Auswahl)

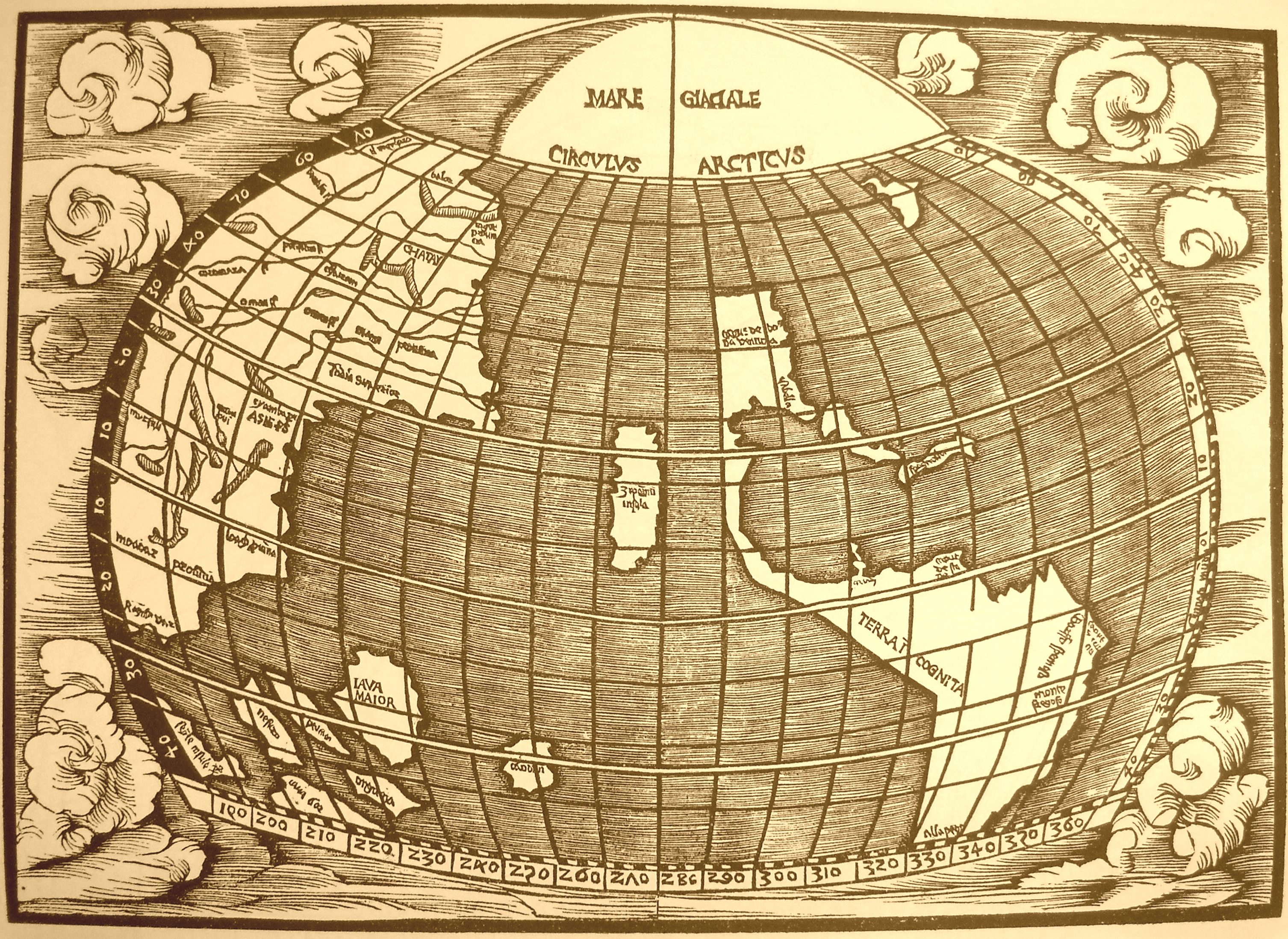
Karte der beiden Amerikas aus der Kosmographie des Ptolemäus von Jan von Stobnica, 1512

- Introductio in Ptholomei Cosmographiam (Digitalisat)
- Parvulus philosophiae naturalis